# داني مكنمارا (لاعب كرة قدم)
داني مكنمارا (بالإنجليزية: Danny McNamara)‏ هو لاعب كرة قدم بريطاني في مركز الوسط، ولد في 27 ديسمبر 1998 في Sidcup ‏ في المملكة المتحدة. لعب مع نيوبورت كونتي.